# Walter Ledermann
Walter Ledermann FRSE (Berlim, 18 de março de 1911 — Londres, 22 de maio de 2009) foi um matemático alemão e britânico. Trabalhou com teoria de matrizes, teoria de grupos, álgebra homológica, teoria dos números, estatística e processos estocásticos. Foi eleito membro da Sociedade Real de Edimburgo em 1944.
Lecionou nas universidades de Dundee, St Andrews, Manchester e finalmente Sussex. Em Sussex foi indicado professor em 1965, onde continuou até a idade de 89 anos. Escreveu diversos livros sobre matemática.

## Publicações
- Ledermann, Walter (1949), Introduction to the Theory of Finite Groups, Oliver and Boyd, Edinburgh and London,
- Ledermann, Walter (1960), Complex numbers, Library of Mathematics, Routledge and Kegan Paul, London,
- Ledermann, Walter (1977), Introduction to group characters, ISBN 978-0-521-21486-5, Cambridge University Press,